# Ressources internationales pour l'amélioration de la vue
Ressources internationales pour l’amélioration de la vue (International Resources for the Improvement of Sight) est une petite organisation non gouvernementale indépendante créée en 1996 par Michèle Claudel et John Stewart. Elle est essentiellement active dans les domaines de la prévention de la cécité et de la restauration de la vue. Du fait que ses activités se concentrent avant tout sur le continent asiatique (voir ci-dessous), l’organisation est aujourd’hui davantage connue sous l’acronyme IRIS ASIA.

## Histoire
IRIS a été créée pour répondre aux besoins en soins oculaires recensés parmi les populations défavorisées du Cambodge. Au fil des ans, grâce à un soutien financier accru, l’organisation a étendu ses activités à d’autres pays, mettant en place des programmes de renforcement des soins oculaires au Népal, en République populaire démocratique du Laos et au Sri Lanka, et soutenant des programmes gérés par d’autres organismes dans le nord de l’Inde et dans des camps installés sur la frontière thaïlandaise. Son action s’inscrit dans le cadre de l’initiative mondiale « Vision 2020 » lancée en partenariat par l’Organisation mondiale de la santé (OMS) et l'Agence internationale pour la prévention de la cécité (IAPB), en vue de l’élimination de la cécité évitable. IRIS travaille également en association avec la Teaching Eye Surgery Foundation.

## Organisation

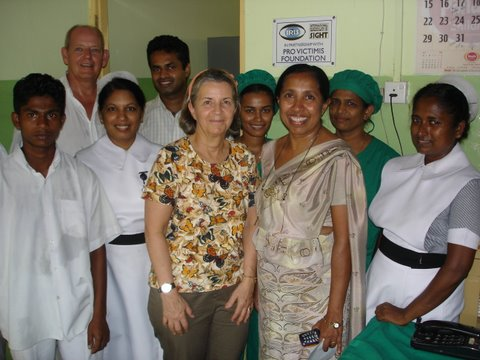
Michele Claudel, Roger Biggs et Dr Arukgoda (Batticaloa, Sri Lanka).

IRIS est enregistrée en tant que fondation caritative en Suisse, au Royaume-Uni, en France et aux États-Unis. En 2009, l’organisation emploie cinq collaborateurs permanents : un directeur exécutif, un responsable financier, un chargé de programme, un chef de projet et une infirmière en ophtalmologie. Les programmes d’IRIS sont en partie financés par des dons provenant de fondations et d’entreprises, ainsi que de donateurs privés. Dark & Light Blind Care (Pays-Bas), Kadoorie Charitable Foundations (Hong Kong), la Fondation Pro Victimis, Frères de nos Frères et le Parthenon Trust (toutes trois basées en Suisse) sont parmi les principales institutions donatrices pour les années 2006-2009,,,.

## Activités

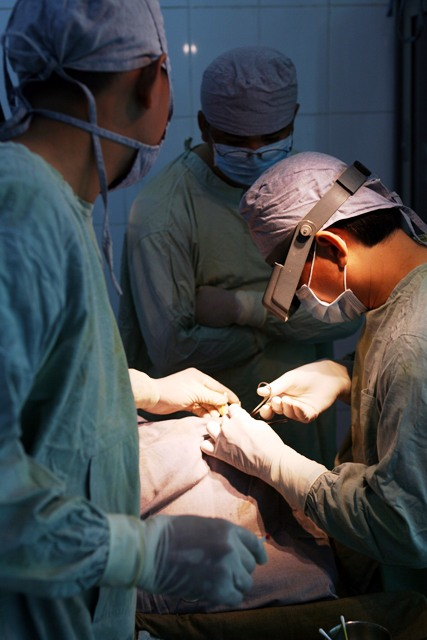
Un ophtalmologiste pratiquant une chirurgie de la cataracte au centre de soin ophtalmologique de Battambang, Cambodge.

Entre 1996 et 2009, les projets financés par IRIS ont permis de faire bénéficier 194 000 personnes d’un examen de la vue, de fournir gratuitement 24 500 paires de lunettes et de redonner la vue à 42 000 patients souffrant de la cataracte ou d’autres pathologies responsables de cécité. Au Cambodge, IRIS finance les activités de cliniques ophtalmologiques dans cinq provinces, organise régulièrement des camps mobiles dans des provinces dépourvues d’établissements de soins ophtalmologiques et offre des services de dépistage, de correction des défauts de réfraction et de chirurgie oculaire aux conducteurs de cyclo-pousse de Phnom Penh. Au Népal, IRIS soutient financièrement un projet de camps mobiles de microchirurgie mis sur pied par IRIS Népal à l’intention des habitants de régions reculées du pays, qui bénéficient ainsi d’opérations des yeux, notamment de la cataracte. En 2005, IRIS a ouvert une clinique ophtalmologique dans la province laotienne de Xaignbouri. La même année, l’organisation a mené à Vientiane, la capitale du Laos, une campagne de sensibilisation aux problèmes de santé oculaire à l’intention des élèves de l’enseignement secondaire et de leurs familles, et fait don d’une ambulance d’occasion, qui a été transformée en unité mobile utilisée pour réaliser des opérations de la cataracte dans des régions isolées et mal desservies du pays. Au Sri Lanka, IRIS finance l’acquisition de matériel ophtalmologique destiné à l’implantation de nouvelles cliniques ou à l’amélioration d’établissements déjà existants, forme le personnel de plantations de thé aux soins oculaires primaires, réalise des examens de dépistage, distribue gratuitement des lunettes et subventionne des opérations de la cataracte en faveur des personnes les plus démunies.